# Nivaldo (football, 1980)
Pour les articles homonymes, voir Nivaldo.
Nivaldo Batista Santana dit Nivaldo est un joueur de football brésilien né le 23 juin 1980 à Feira de Santana. De très grande taille et technique pour un défenseur, son point fort est son jeu de tête.

## Une ascension tardive
Formé à Fluminense-BA de son État (et non Fluminense-RJ), Nivaldo met beaucoup de temps à trouver sa place dans le difficile monde du football professionnel. Il voyage énormément et à force de persévérance, connaît de nombreux clubs. De 21 à 25 ans, il voyagera à travers l'Amérique du Sud et jouera pour 7 clubs différents ! Il finit par trouver la stabilité au Coritiba FC. Il réalise une bonne saison, et attire ainsi les recruteurs européens.

## Nivaldo pose ses valises sur le Vieux Continent
C'est ainsi que lors de l'été 2006, il signe un contrat avec le club portugais de CF Belenenses. Son club termine le championnat, pour la première fois depuis des années à une place qualificative pour la coupe d'Europe !
Sans compter qu'il mène son club en finale de la coupe du Portugal. Cependant il perd en finale.

## Nivaldo débarque dans le Forez
Lors de l'été 2007, il signe un contrat de trois ans avec l'ASSE. Toujours souriant, le défenseur est vite apprécié des supporters. Cependant, son association avec Tavlaridis ne faisant pas des merveilles et sans compter sur l'éclosion du jeune sénégalais, Bayal Sall au poste de défenseur, voilà Nivaldo poussé sur le banc de touche après seulement 10 matchs de Ligue 1.

## Le Qatar
En manque de temps de jeu à Saint-Étienne, car barré par Tavlaridis, Sall, Monsoreau ou encore Benalouane, il quitte les Verts pour le club qatari d'Al Sadd Doha, dirigé par son compatriote, Emerson Leão, en compagnie de Pascal Feindouno. Il signe un contrat de trois ans.

## Anecdotes
- Dans le magazine officiel de l'AS Saint-Étienne « Maillot Vert », il a déclaré avoir pour idoles, le défenseur paraguayen Carlos Gamarra et l'ancien pilote de Formule 1, Ayrton Senna.

## Palmarès
- Champion de l'État du Pernambouc en 2002 avec le Náutico Capibaribe
- Champion de l'État du Paraná en 2003 avec le Coritiba FC
- Finaliste de la Coupe du Portugal en 2007 avec le CF Belenenses